# Десквамація

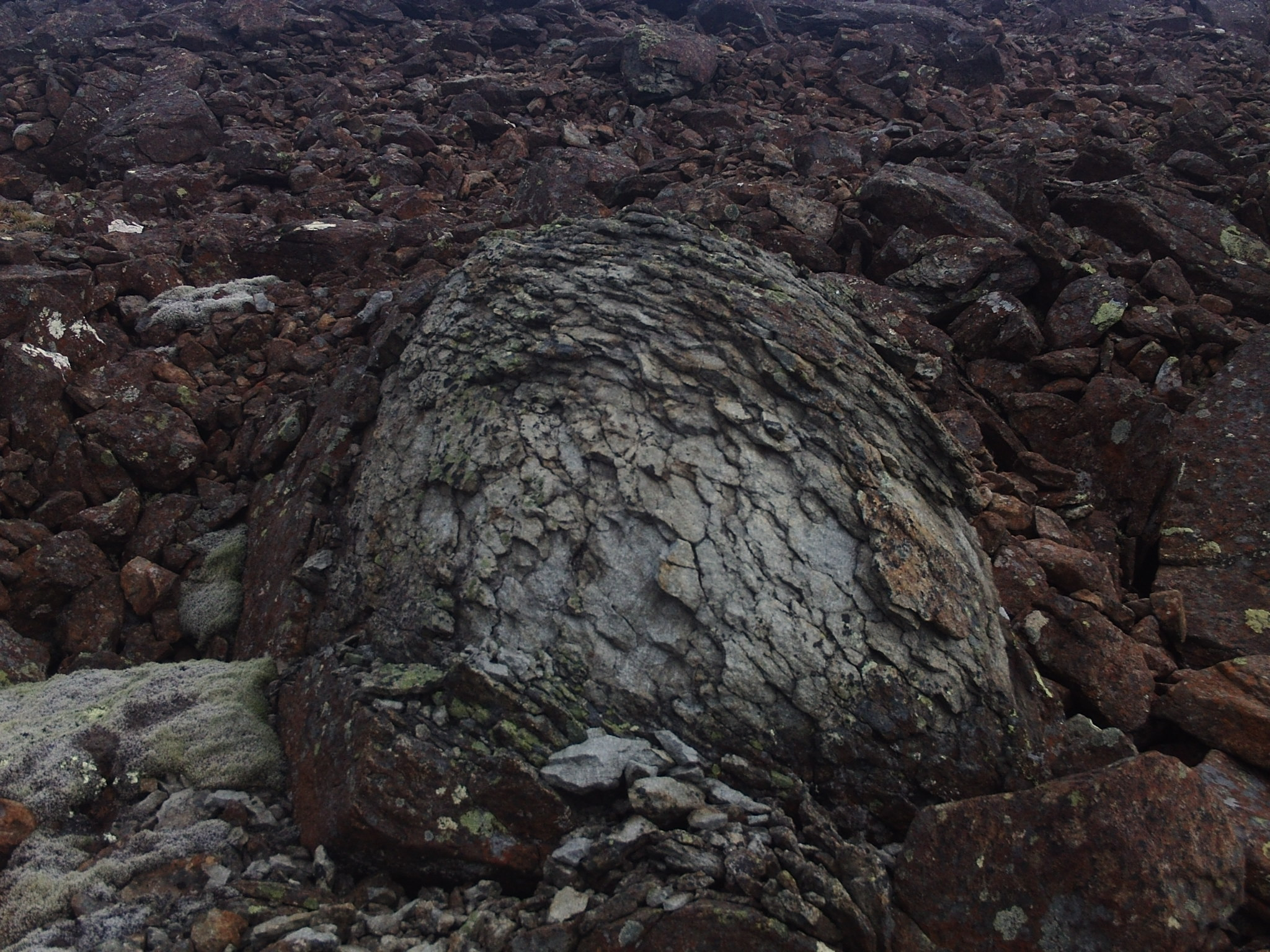
Десквамація дуніту

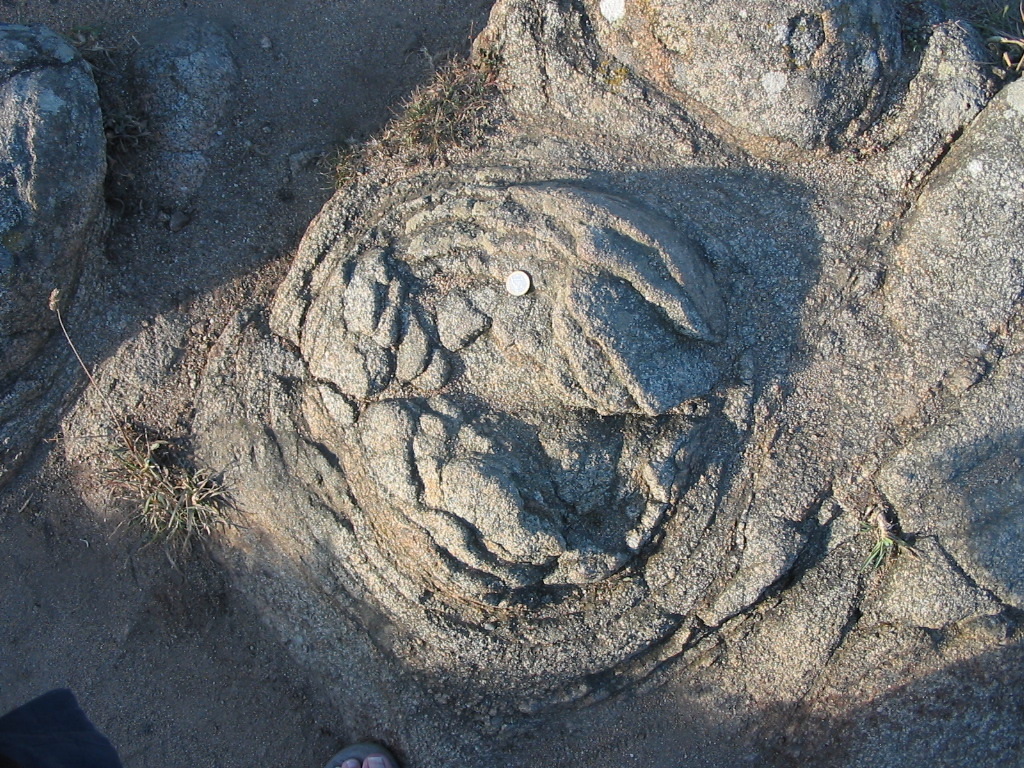
Сфероїдальне вивітрювання в граніті, Іспанія.

Десквама́ція (рос. десквамация, англ. desquamation, spheroidal weathering; нім. Abschuppung f, Desquamation f) — тип фізичного вивітрювання в пустелі, при якому відбувається лускоподібне (близько 1-2 см) злущування порід завдяки великій добовій амплітуді коливання температур породи.
Швидкість десквамації залежить від швидкості коливання температури та однорідності породи (чим неоднорідніша порода, тим швидше вона піддається вивітрюванню).
Десквамація характерна для пустель.